# جيف نولان
جيف نولان (6 أكتوبر 1937 - ) (بالإنجليزية: Geoff Nolan)‏ هو لاعب كريكت بريطاني.